# Monovibrante retroflessa
La monovibrante retroflessa è un tipo di suono consonantico usato in molte lingue parlate. Il simbolo nell'Alfabeto Fonetico Internazionale che rappresenta questo suono è ⟨ɽ⟩, e l'equivalente simbolo X-SAMPA è r`.

## Caratteristiche
La consonante monovibrante retroflessa presenta le seguenti caratteristiche:
- Il suo modo di articolazione è monovibrante, perché questo fono è prodotto con una singola contrazione dei muscoli della lingua che sbatte sul palato.

- Il suo luogo di articolazione è retroflesso, perché nel pronunciare tale suono la punta della lingua si flette all'indietro toccando il palato.

- È una consonante sonora, perché durante la sua articolazione le corde vocali sono in vibrazione.

## Occorrenze
| Lingue     | Lingue                                                                                    | Parola    | IPA         | Significato   | Note |
| ---------- | ----------------------------------------------------------------------------------------- | --------- | ----------- | ------------- | --- |
| Älvdalsmål | Älvdalsmål                                                                                | luv       | [ɽʏːv]      | 'permesso'    | |
| Bengali    | Bengali                                                                                   | গাড়ি        | [ɡäɽiː]     | 'macchina'    | Postalveolare apicale. |
| Enga       | Enga                                                                                      | yála      | [jɑɽɑ]      | 'vergogna'    | |
| Giapponese | Giapponese                                                                                | 心/kokoro | [ko̞ko̞ɾ̠o̞]    | 'cuore'       | Postalveolare apicale, può essere invece [ɾ]. Vedi Fonologia giapponese |
| Gokana     | Gokana                                                                                    | bele      | [bēɽē]      | 'noi'         | Postalveolare apicale. Allofono di /l/, tra vocali nello stesso fonema e in fine di fonema prima di una vocale nella stessa parola. Può essere altrimenti una vibrante postalveolare o semplicemente [l]. |
| Hausa      | Hausa                                                                                     | bara      | [bəɽä]      | 'servitore'   | Rappresentato nell'alfabeto arabo con ⟨ر⟩. |
| Indostano  | Indostano                                                                                 | बड़ा/بڑا‎    | [bəɽäː]     | 'grande'      | Postalveolare apicale; esistono forme aspirate e non. |
| Nepalese   | Nepalese                                                                                  | भाड़ा        | [bʱäɽä]     | 'affitto'     | Postalveolare apicale; allofono postvocalico di /ɖ, ɖʱ/. |
| Olandese   | Brabante settentrionale                                                                   | riem      | [ɽim]       | 'cintura'     | Una rara variante a inizio parola di /r/. La realizzazione di /r/ varia considerevolmente tra i vari dialetti.                                                                                            |
| Olandese   | Paesi Bassi settentrionali                                                                | riem      | [ɽim]       | 'cintura'     | Una rara variante a inizio parola di /r/. La realizzazione di /r/ varia considerevolmente tra i vari dialetti.                                                                                            |
| Norvegese  | Dialetti centrali                                                                         | blad      | [bɽɑː]      | 'foglia'      | Allofono di /l/ e /r/. |
| Norvegese  | Dialetti orientali                                                                        | blad      | [bɽɑː]      | 'foglia'      | Allofono di /l/ e /r/. |
| Portoghese | Alcuni parlanti europei                                                                   | falar     | [fəˈläɽ]    | 'parlare'     | Allofono di /ɾ/. |
| Portoghese | Parlanti del dialetto caipira                                                             | madeira   | [mɐˈdeɽə]   | 'legno'       | Allofono di /ɾ/. |
| Portoghese | Alcuni parlanti della regione Centro-Ovest del Brasile                                    | gargalhar | [ɡäɽɡɐˈʎäɽ] | 'ridacchiare' | Allofono di /ɾ/. |
| Punjabi    | Punjabi                                                                                   | ਘੋੜਾ        | [kòːɽɑ̀ː]    | 'cavallo'     | |
| Shipibo    | Shipibo                                                                                   | ?         | [ˈɽo̽ɽo̽]     | 'rompere'     | Postalveolare apicale; possibile realizzazione di /r/. |
| Svedese    | Alcuni dialetti                                                                           | blad      | [bɽɑː(d)]   | 'foglia'      | Allofono di /l/. Vedi Fonologia svedese |
| Veneto     | Dialetto veneziano (particolarmente nel centro storico di Venezia, a Mestre e a Marghera) | recia     | [ˈɽeːt͡ʃa]   | 'orecchio'    | Allofono di /r/. |
| Warlpiri   | Warlpiri                                                                                  | jarda     | [caɽa]      | 'dormire'     | Trascritto come rd. |